# Hans Reinhard Seeliger
Hans Reinhard Seeliger, född den 15 mars 1950 i Oberhausen, är en tysk kyrkohistoriker.
Seeliger studerade teologi, filosofi, konsthistoria och psykologi vid universiteten i Augsburg och Münster. Han promoverades 1980. 
År 1983 blev Seeliger högskoleassistent vid universitetet i Mainz och 1986 blev han professor i historisk teologi vid universitetet i Siegen. 
Sedan juni 2001 är Seeliger professor i antikens kyrkohistoria, patristik och kristen arkeologi vid universitetet i  Tübingen.
Seeliger är president i Gesellschaft für Geschichte des Weines.